# Гамелмало (район)
Гамелмало — район зоби (провінції) Ансеба, у Еритреї. Розташований за 12 км на північ від міста Керен. Столиця — місто Гамелмало. Виділений у 2005 році із складу району Галгал.